# Natação nos Jogos Olímpicos de Verão de 1912
A natação nos Jogos Olímpicos de Verão de 1912 foi realizada em Estocolmo, na Suécia, com nove eventos disputados. Pela primeira vez foram incluídas provas femininas da natação no programa olímpico.

## Eventos da natação
Masculino: 100 metros livre | 400 metros livre | 1500 metros livre | 100 metros costas | 200 metros costas | 400 metros costas | 4x200 metros livre

Feminino: 100 metros livre | 4x100 metros livre

## Masculino

### 100 metros livre masculino
| Pos. | País                 | Atletas         | Tempo  |
| ---- | -------------------- | --------------- | ------ |
|      | Estados Unidos (USA) | Duke Kahanamoku | 1:03.4 |
|      | Australásia (ANZ)    | Cecil Healy     | 1:04.6 |
|      | Estados Unidos (USA) | Kenneth Huszagh | 1:05.6 |

### 400 metros livre masculino
| Pos. | País               | Atletas         | Tempo  |
| ---- | ------------------ | --------------- | ------ |
|      | Canadá (CAN)       | George Hodgson  | 5:24.4 |
|      | Grã-Bretanha (GBR) | John Hatfield   | 5:25.8 |
|      | Australásia (ANZ)  | Harold Hardwick | 5:31.2 |

### 1500 metros livre masculino
| Pos. | País               | Atletas         | Tempo   |
| ---- | ------------------ | --------------- | ------- |
|      | Canadá (CAN)       | George Hodgson  | 22:00.0 |
|      | Grã-Bretanha (GBR) | John Hatfield   | 22:39.0 |
|      | Australásia (ANZ)  | Harold Hardwick | 23:15.0 |

### 100 metros costas masculino
| Pos. | País                 | Atletas      | Tempo  |
| ---- | -------------------- | ------------ | ------ |
|      | Estados Unidos (USA) | Harry Hebner | 1:21.2 |
|      | Alemanha (GER)       | Otto Fahr    | 1:22.4 |
|      | Alemanha (GER)       | Paul Kellner | 1:24.0 |

### 200 metros peito masculino
| Pos. | País           | Atletas        | Tempo  |
| ---- | -------------- | -------------- | ------ |
|      | Alemanha (GER) | Walter Bathe   | 3:01.8 |
|      | Alemanha (GER) | Wilhelm Lützow | 3:05.0 |
|      | Alemanha (GER) | Kurt Malisch   | 3:08.0 |

### 400 metros peito masculino
| Pos. | País               | Atletas        | Tempo  |
| ---- | ------------------ | -------------- | ------ |
|      | Alemanha (GER)     | Walter Bathe   | 6:29.6 |
|      | Suécia (SWE)       | Tor Henning    | 6:35.6 |
|      | Grã-Bretanha (GBR) | Percy Courtman | 6:36.4 |

### 4x200 metros livre masculino
| Pos. | País                 | Atletas                                                        | Tempo   |
| ---- | -------------------- | -------------------------------------------------------------- | ------- |
|      | Australásia (ANZ)    | Cecil Healy Malcolm Champion Leslie Boardman Harold Hardwick   | 10:11.6 |
|      | Estados Unidos (USA) | Kenneth Huszagh Harry Hebner Perry McGillivray Duke Kahanamoku | 10:20.0 |
|      | Grã-Bretanha (GBR)   | William Foster Thomas Battersby John Hatfield Henry Taylor     | 10:28.2 |

## Feminino

### 100 metros livre feminino
| Pos. | País               | Atletas          | Tempo  |
| ---- | ------------------ | ---------------- | ------ |
|      | Australásia (ANZ)  | Fanny Durack     | 1:22.2 |
|      | Australásia (ANZ)  | Wilhelmina Wylie | 1:25.4 |
|      | Grã-Bretanha (GBR) | Jennie Fletcher  | 1:27.0 |

### 4x100 metros livre feminino
| Pos. | País               | Atletas                                                       | Tempo  |
| ---- | ------------------ | ------------------------------------------------------------- | ------ |
|      | Grã-Bretanha (GBR) | Isabella Mary Moore Jennie Fletcher Annie Speirs Irene Steer  | 5:52.8 |
|      | Alemanha (GER)     | Wally Dressel Louise Otto Hermine Stindt Grete Rosenberg      | 6:04.6 |
|      | Áustria (AUT)      | Margarete Adler Klara Milch Josephine Sticker Bertha Zahourek | 6:17.0 |

## Quadro de medalhas da natação
| Ordem | País               | Medalha de ouro | Medalha de prata | Medalha de bronze | Total |
| ----- | ------------------ | --------------- | ---------------- | ----------------- | ----- |
| 1     | GER Alemanha       | 2               | 3                | 2                 | 7     |
| 2     | ANZ Australásia    | 2               | 2                | 2                 | 6     |
| 3     | USA Estados Unidos | 2               | 1                | 1                 | 4     |
| 4     | CAN Canadá         | 2               | 0                | 0                 | 2     |
| 5     | GBR Grã-Bretanha   | 1               | 2                | 3                 | 6     |
| 6     | SWE Suécia         | 0               | 1                | 0                 | 1     |
| 7     | AUT Áustria        | 0               | 0                | 1                 | 1     |
| Total | Total              | 9               | 9                | 9                 | 27    |